# 小行星8051
小行星8051（英語：8051 Pistoria）是一颗围绕太阳公转的小行星。1997年8月13日，L. Tesi、G. Cattani在圣马尔切洛皮斯托耶塞发现了此天体。
这颗小行星的绝对星等为229.2652318365859等。